# 南苏丹历史
南苏丹历史包括现今南苏丹领土和居住在该地区的人民的历史。

## 早期历史

### 尼罗河泛滥
考古证据显示，一些畜牧牛群的人们从公元前3000年至今一直存在，并且尼罗河文化一直延续至今。考古和圆形房屋证明当地人为努比亚前以及整个第25王朝的统治和财富作出巨大贡献。自14世纪起，尼罗河开始泛滥。这和基督教的努比亚王国崩溃，以及阿拉伯人的进入吻合。

### 希卢克人
16世纪，在尼罗特人中最为强大的是希卢克人。在尼扬卡恩的领导下，他们从东部进入白尼罗河流域。尼扬卡恩在约1490年—1517年统治希卢克人。

### 阿赞德人
非尼罗河语族的阿赞德人于16世纪进入南苏丹。阿赞德人是南苏丹第三大民族。

## 19世纪

### 默罕默德·阿里王朝埃及的统治
1821年，由于埃及穆罕默德·阿里王朝的入侵，塞纳尔苏丹灭亡。在巩固了北方之后，埃及部队开始进入南方。埃及尝试着建立一些据点，但是疾病和叛逃使得他们选择放弃。

### 祖拜尔的贸易帝国
在19世纪50年代，由于缺乏正式的权威统治，一些强大的商业家开始填补这些区域。其中最为著名的是控制着加扎勒河和其他一些南苏丹地区的祖拜尔·拉赫马·曼苏尔。他一个从喀土穆而来的富商。他雇佣了私人军队而向南来到南苏丹。

## 赤道省
埃及伊斯玛帕厦非常关注祖拜尔势力的增长。他建立了赤道省，并且开始殖民这里。1869年他开始雇佣英国探险家贝克管理这块区域，但是没有成功。1873年，伊斯玛任命祖拜尔担任总督。伊斯玛仍然受到祖拜尔的权力威胁。1874年，英国人戈登被任命为总督。1877年，祖拜尔前往开罗要求担任达尔富尔总督，但是遭到逮捕。戈登击败了祖拜尔之子，结束了商人统治这片区域。之后马赫迪起义并没有蔓延到南部非穆斯林区域。1889年，赤道省终结。英國和埃及共同統治蘇丹南方。由於種族、宗教、文化等差異，英國原本希望統合蘇丹南方和烏干達，但是1947年的朱巴會議決定統合蘇丹南、北方。

## 苏丹共和国
自从苏丹独立之后，南苏丹地区受到苏丹二次内战的影响。

### 第一次苏丹内战
1955年蘇丹南、北方衝突，第一次蘇丹內戰爆發。1972年在阿迪斯阿貝巴簽署的《阿迪斯阿貝巴協定》給予南方有限度的自治權，內戰一時終結。

### 第二次苏丹内战
1983年蘇丹總統尼梅瑞（Jaafar Nimeiry）宣佈在全國實施伊斯蘭律法（Sharia），引起南蘇丹地區人民的不滿，南方反抗軍「蘇丹人民解放軍」（SPLA）開始對抗蘇丹政府，第二次蘇丹內戰爆發。2005年1月9日，南北雙方簽署《全面和平協定》（Comprehensive Peace Agreement），結束長達二十一年的內戰。協定賦予南蘇丹地區的自治權，成立過渡性質的南蘇丹自治區和自治政府，蘇丹北部實施的伊斯蘭律法在南方地區不適用，並同意簽署了於2011年1月9日舉行决定南蘇丹地區是否獨立的公民投票。

## 独立

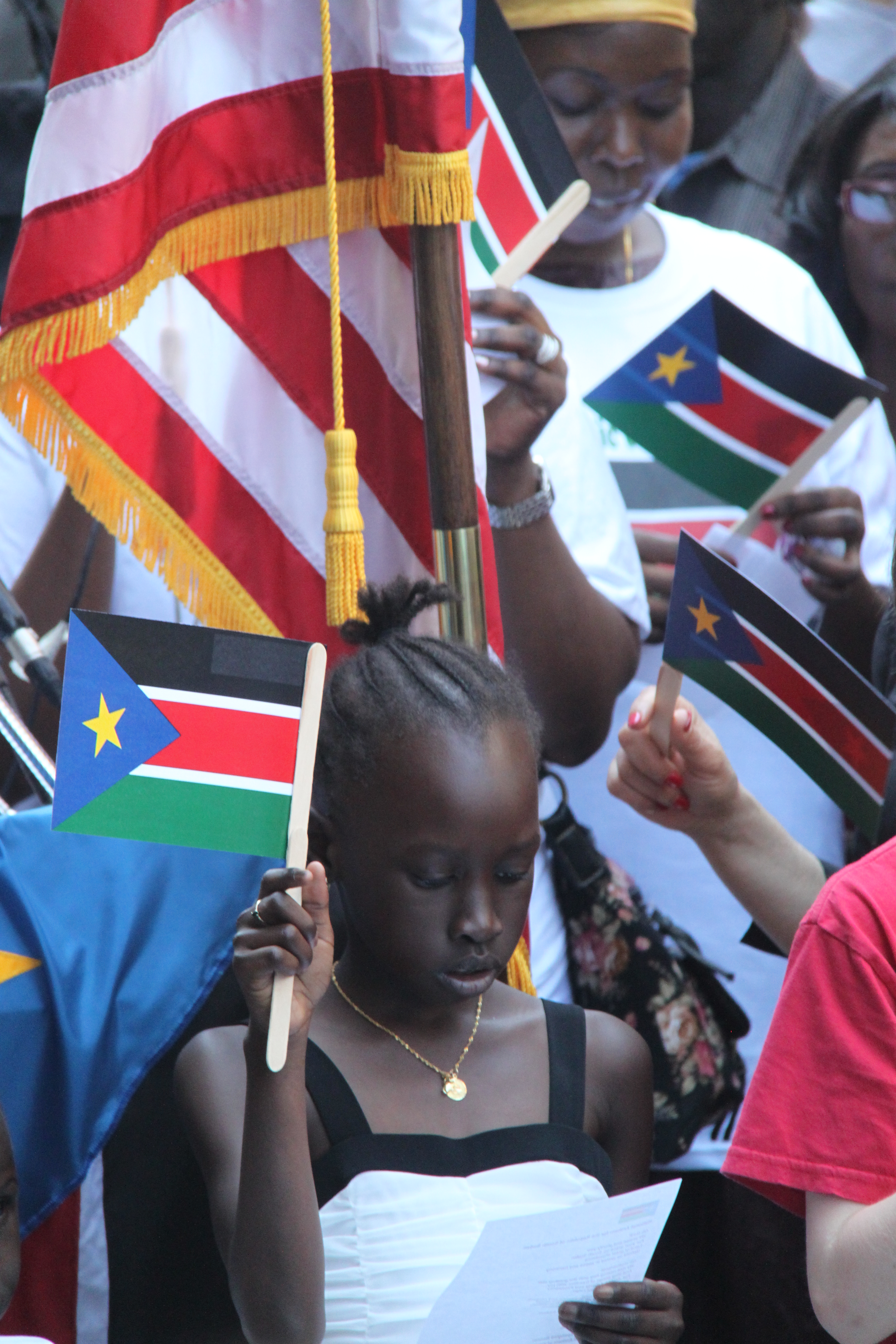
南苏丹共和国的独立当天

2011年舉行南蘇丹獨立公民投票。2011年1月30日公布的初步計票结果顯示，98.83％参加公投的人支持獨立。同年7月9日蘇丹總統宣布正式承認南蘇丹共和國，南蘇丹正式成為非洲的第54個國家。2011年7月14日，第65届聯合國大會紐約當地時間7月14日以鼓掌方式一致通過決議，正式接納南蘇丹共和國为聯合國第193個會員國。
独立以后所采用的南苏丹国徽，中央为一只非洲鱼鹰，饰带以英文书有“南苏丹共和国”和国家格言“正义，自由，繁荣”。

## 2013年內戰
2013年12月14日，南蘇丹的苏丹人民解放军一個派別試圖發動政變。萨尔瓦·基尔·马亚尔迪特總統次日宣布已鎮壓政變成功，但戰鬥在12月16日恢復，且內戰至今。